# Wang Nan (Tischtennisspielerin)
Wang Nan (chinesisch 王楠, Pinyin Wáng Nán; * 23. Oktober 1978 in Fushun, Provinz Liaoning) ist eine ehemalige chinesische Tischtennisspielerin. Sie wurde zwischen 1999 und 2001 an Platz eins der ITTF-Weltrangliste geführt und gewann bei drei Olympiateilnahmen vier Goldmedaillen. Zudem ist sie bisher die einzige Spielerin, die bei drei Weltmeisterschaften in Folge sowohl den Einzel- als auch den Doppelwettbewerb und bei fünf Weltmeisterschaften in Folge den Doppelwettbewerb gewann. Zusätzlich gewann sie viermal den World Cup und siebenmal die Pro Tour Grand Finals (zweimal im Einzel und fünfmal im Doppel), was sie zu einer der erfolgreichsten Tischtennisspielerinnen überhaupt macht.

## Karriere

Weltranglistenpositionen von Wang Nan seit 2001

Wang Nan begann das Tischtennisspielen im Alter von sieben Jahren. Sie ist Linkshänderin. 1994 gewann sie die Sweden Open und wurde im Folgejahr in den chinesischen Nationalkader berufen. Bei ihrer ersten WM-Teilnahme erreichte sie im Einzel das Viertelfinale, genau wie im Jahr darauf bei den ersten Pro Tour Grand Finals. Die ersten großen Erfolge errang sie 1997: Sie siegte beim World Cup, wurde Vize-Weltmeisterin im Einzel und Doppel sowie Weltmeisterin mit der Mannschaft und holte bei den Grand Finals Silber im Einzel und Gold im Doppel. Bei den Asienspielen 1998 in Bangkok gewann Wang Nan alle vier erreichbaren Goldmedaillen im Einzel, Doppel, Mixed und mit der Mannschaft. Am Ende des Jahres gewann sie erneut den World Cup und das finale Turnier der ITTF Pro Tour im Einzel und Doppel.
1999 folgte die Teilnahme an der Weltmeisterschaft im niederländischen Eindhoven, wo Wang Nan Gold im Einzel und Doppel (mit Li Ju) gewann. Im selben Jahr stand sie erstmals auf dem ersten Platz der Weltrangliste. Bei den Olympischen Sommerspielen 2000 in Sydney holte sie Gold im Einzel und Doppel (wieder mit Li Ju), womit sie alle großen Turniere mindestens einmal gewonnen hatte, und dies (wo möglich) sowohl im Einzel als auch im Doppel. 2001 wurde sie zum zweiten Mal in Folge Weltmeisterin im Einzel und Doppel, beim World Cup musste sie allerdings verletzt aufgeben.
2002 stand sie in zwei Finals im Einzel und der Mannschaftskonkurrenz der Asienspiele in Busan, unterlag jedoch in beiden. Dies führte zu Kritik an ihrem Auftreten und Vorwürfen, sie sei zu inaktiv und habe zu wenig Selbstvertrauen. Es kam zu Spekulationen, Wang Nan würde ihre Karriere beenden, im Januar 2003 verlor sie außerdem Platz 1 der Weltrangliste. Im selben Jahr bei der Tischtennisweltmeisterschaft in Paris gewann Wang Nan jedoch zum dritten Mal in Folge die Titel im Einzel und Doppel, außerdem wurde sie Weltmeisterin im Mixed und zum dritten Mal World-Cup-Siegerin. Bei den Olympischen Sommerspielen 2004 in Athen konnte sie ihren Einzeltitel zwar nicht verteidigen, wiederholte aber den Gewinn des Doppel-Turniers (mit Zhang Yining, gegen die sie später im Jahr das World-Cup-Finale verlor).
2005 fiel sie in der Weltrangliste bis auf Platz 8 zurück – vorher war sie bei der WM bereits in der Runde der letzten 32 ausgeschieden, hatte im Doppel aber auch ihren vierten Titel geholt –, im Jahr 2006 sogar bis auf Platz 10, auch wenn sie in diesem Jahr zahlreiche Erfolge im Doppel errang. 2007 stand sie noch einmal auf Platz 2 der Weltrangliste, wurde zum fünften Mal in Folge Doppel-Weltmeisterin und zum vierten Mal World-Cup-Siegerin. Bei den Olympischen Sommerspielen 2008 in Peking gewann sie mit der Mannschaft ihre vierte Goldmedaille sowie nach einem Halbfinalsieg über Guo Yue und einer Niederlage gegen Zhang Yining die Silbermedaille im Einzel. Mit der Mannschaft wurde sie außerdem zum sechsten Mal Weltmeisterin. 2008 beendete sie dann ihre internationale Karriere.

## Erfolge
Einzel
- Olympische Spiele: Gold 2000; Silber 2008
- Weltmeisterschaften: Gold 1999, 2001, 2003; Silber 1997
- World Cup: Gold 1997, 1998, 2003, 2007; Silber 2000, 2004
- Pro Tour Grand Finals: Gold 1998, 2001; Silber 1997, 2000; Bronze 2003, 2004
- Pro Tour: 16×Gold, 14×Silber, 8×Bronze
- Asienmeisterschaft: Silber 1998; Bronze 2007
- Asienspiele: Gold 1998; Silber 2002; Bronze 2006

Doppel
- Olympische Spiele: Gold 2000, 2004
- Weltmeisterschaften: Gold 1999, 2001, 2003, 2005, 2007; Silber 1997
- Pro Tour Grand Finals: Gold 1997, 1998, 1999, 2004, 2006; Silber 2003; Bronze 2000
- Pro Tour: 16×Gold, 15×Silber, 14×Bronze
- Asienmeisterschaft: Gold 1996; Silber 2007
- Asienspiele: Gold 1998; Bronze 2002, 2006

Mixed
- Weltmeisterschaften: Gold 2003; Silber 2007; Bronze 1997, 1999
- Asienmeisterschaft: Gold 1998; Silber 1996
- Asienspiele: Gold 1998, 2006; Bronze 2002

Mannschaft
- Olympische Spiele: Gold 2008
- Weltmeisterschaften: Gold 1997, 2000, 2001, 2004, 2006, 2008
- World Cup: Gold 2007
- Pro Tour: 2×Gold
- Asienmeisterschaft: Gold 1996, 1998, 2007
- Asienspiele: Gold 1998, 2006; Silber 2002

## Politik
Wang Nan gehört der kommunistischen Partei an und wurde in den chinesischen Kongress gewählt. Derzeit (2010) arbeitet sie im Zentralkomitee des Kommunistischen Jugendverbandes von China.

## Privat
Wang Nan ist seit 2006 verheiratet mit dem Immobilienmakler Guo Bin (郭斌). Sie hat einen Sohn (* 2010).

## Turnierergebnisse
Quelle: ITTF-Datenbank
| Verband | Veranstaltung                      | Jahr | Ort             | Land | Einzel        | Doppel        | Mixed         | Team |
| ------- | ---------------------------------- | ---- | --------------- | ---- | ------------- | ------------- | ------------- | ---- |
| CHN     | Asienmeisterschaft ATTU            | 2007 | Yangzhou        | CHN  | Halbfinale    | Silber        |               | 1    |
| CHN     | Asienmeisterschaft ATTU            | 1998 | Osaka           | JPN  | Silber        | Viertelfinale | Gold          | 1    |
| CHN     | Asienmeisterschaft ATTU            | 1996 | Kallang         | SIN  | letzte 16     | Gold          | Silber        | 1    |
| CHN     | Asian Cup                          | 2006 | Kobe            | JPN  | Platz 1       |               |               |      |
| CHN     | Asian Cup                          | 1996 | New Delhi       | IND  | 4             |               |               |      |
| CHN     | Asienspiele                        | 2006 | Doha            | QAT  | Halbfinale    | Halbfinale    | Gold          | 1    |
| CHN     | Asienspiele                        | 2002 | Busan           | KOR  | Silber        | Halbfinale    | Halbfinale    | 2    |
| CHN     | Asienspiele                        | 1998 | Bangkok         | THA  | Gold          | Gold          | Gold          | 1    |
| CHN     | Asienmeisterschaft ATTU (Junioren) | 1994 | Joetsu Niigata  | JPN  | Gold          |               |               | 1    |
| CHN     | ASIA-TOP12                         | 1999 | Kish Island     | IRI  | 1             |               |               |      |
| CHN     | Olympische Spiele                  | 2008 | Peking          | CHN  | Silber        |               |               | 1    |
| CHN     | Olympische Spiele                  | 2004 | Athen           | GRE  | Viertelfinale | Gold          |               |      |
| CHN     | Olympische Spiele                  | 2000 | Sydney          | AUS  | Gold          | Gold          |               |      |
| CHN     | Pro Tour                           | 2008 | Daejeon         | KOR  | Halbfinale    | Silber        |               |      |
| CHN     | Pro Tour                           | 2008 | Yokohama        | JPN  | letzte 32     |               |               | 1    |
| CHN     | Pro Tour                           | 2008 | Changchun       | CHN  | Viertelfinale |               |               | 1    |
| CHN     | Pro Tour                           | 2008 | Doha            | QAT  | Halbfinale    | Halbfinale    |               |      |
| CHN     | Pro Tour                           | 2008 | Kuwait City     | KUW  | Halbfinale    | Gold          |               |      |
| CHN     | Pro Tour                           | 2007 | Toulouse        | FRA  | Silber        | Gold          |               |      |
| CHN     | Pro Tour                           | 2007 | Wels            | AUT  | Halbfinale    | Viertelfinale |               |      |
| CHN     | Pro Tour                           | 2007 | Chiba           | JPN  | Gold          | Halbfinale    |               |      |
| CHN     | Pro Tour                           | 2007 | Salwa Cup       | KUW  | Silber        | Silber        |               |      |
| CHN     | Pro Tour                           | 2007 | Doha            | QAT  | Silber        | Gold          |               |      |
| CHN     | Pro Tour                           | 2007 | Velenje         | SVN  | Silber        | Viertelfinale |               |      |
| CHN     | Pro Tour                           | 2007 | Zagreb          | HRV  | Silber        | Viertelfinale |               |      |
| CHN     | Pro Tour                           | 2006 | Yokohama        | JPN  | letzte 32     | Silber        |               |      |
| CHN     | Pro Tour                           | 2006 | Guangzhou       | CHN  | Silber        | Silber        |               |      |
| CHN     | Pro Tour                           | 2006 | Singapur        | SIN  | Silber        | Gold          |               |      |
| CHN     | Pro Tour                           | 2006 | Kunshan         | CHN  | Gold          | Gold          |               |      |
| CHN     | Pro Tour                           | 2006 | Kuwait City     | KUW  | Viertelfinale | Gold          |               |      |
| CHN     | Pro Tour                           | 2006 | Doha            | QAT  | Viertelfinale | Gold          |               |      |
| CHN     | Pro Tour                           | 2005 | Doha            | QAT  | Silber        | Halbfinale    |               |      |
| CHN     | Pro Tour                           | 2004 | Kobe            | JPN  | Viertelfinale | Silber        |               |      |
| CHN     | Pro Tour                           | 2004 | Changchun       | CHN  | Viertelfinale | Gold          |               |      |
| CHN     | Pro Tour                           | 2004 | Wuxi            | CHN  | Viertelfinale | Viertelfinale |               |      |
| CHN     | Pro Tour                           | 2004 | Singapur        | SIN  | Silber        | Halbfinale    |               |      |
| CHN     | Pro Tour                           | 2004 | Pyeongchang     | KOR  | Halbfinale    | Gold          |               |      |
| CHN     | Pro Tour                           | 2004 | Athen           | GRE  | Gold          | Halbfinale    |               |      |
| CHN     | Pro Tour                           | 2003 | Malmö           | SWE  | Viertelfinale | Silber        |               |      |
| CHN     | Pro Tour                           | 2003 | Aarhus          | DEN  | Viertelfinale | Viertelfinale |               |      |
| CHN     | Pro Tour                           | 2003 | Bremen          | GER  | Silber        | Gold          |               |      |
| CHN     | Pro Tour                           | 2003 | Kobe            | JPN  | Viertelfinale | Viertelfinale |               |      |
| CHN     | Pro Tour                           | 2003 | Guangzhou       | CHN  | letzte 16     | Halbfinale    |               |      |
| CHN     | Pro Tour                           | 2003 | Croatia         | HRV  | letzte 32     | Gold          |               |      |
| CHN     | Pro Tour                           | 2002 | Fort Lauderdale | USA  | Viertelfinale | Silber        |               |      |
| CHN     | Pro Tour                           | 2002 | Qingdao City    | CHN  | Gold          | Viertelfinale |               |      |
| CHN     | Pro Tour                           | 2002 | Doha            | QAT  | Gold          | Halbfinale    |               |      |
| CHN     | Pro Tour                           | 2001 | Yokohama        | JPN  | Gold          | Silber        |               |      |
| CHN     | Pro Tour                           | 2001 | Seoul           | KOR  | Gold          | Silber        |               |      |
| CHN     | Pro Tour                           | 2001 | Hainan          | CHN  | Gold          | Halbfinale    |               |      |
| CHN     | Pro Tour                           | 2000 | Rio de Janeiro  | BRA  | Gold          | Silber        |               |      |
| CHN     | Pro Tour                           | 2000 | Fort Lauderdale | USA  | Gold          | Viertelfinale |               |      |
| CHN     | Pro Tour                           | 2000 | Kobe City       | JPN  | Gold          | Halbfinale    |               |      |
| CHN     | Pro Tour                           | 2000 | Chang Chun City | CHN  | Silber        | Silber        |               |      |
| CHN     | Pro Tour                           | 1999 | Linz/Wels       | AUT  | Viertelfinale | Gold          |               |      |
| CHN     | Pro Tour                           | 1999 | Bremen          | GER  | Gold          | Halbfinale    |               |      |
| CHN     | Pro Tour                           | 1999 | Kobe City       | JPN  | Gold          | Silber        |               |      |
| CHN     | Pro Tour                           | 1999 | Guilin          | CHN  | Halbfinale    | Silber        |               |      |
| CHN     | Pro Tour                           | 1998 | Ji' Nan City    | CHN  | Gold          |               |               |      |
| CHN     | Pro Tour                           | 1998 | Melbourne       | AUS  | Halbfinale    | Halbfinale    |               |      |
| CHN     | Pro Tour                           | 1998 | Wakayama        | JPN  | Viertelfinale | Gold          |               |      |
| CHN     | Pro Tour                           | 1998 | Doha            | QAT  | Viertelfinale | Gold          |               |      |
| CHN     | Pro Tour                           | 1997 | Beirut          | LIB  | Gold          | Gold          |               |      |
| CHN     | Pro Tour                           | 1997 | Zhuhai          | CHN  | Silber        | Halbfinale    |               |      |
| CHN     | Pro Tour                           | 1997 | Fort Lauderdale | USA  | Gold          | Silber        |               |      |
| CHN     | Pro Tour                           | 1997 | Rio de Janeiro  | BRA  | Halbfinale    | Halbfinale    |               |      |
| CHN     | Pro Tour                           | 1996 | Belgrad         | YUG  | Silber        | Gold          |               |      |
| CHN     | Pro Tour                           | 1996 | Bolzano         | ITA  | Silber        | Halbfinale    |               |      |
| CHN     | Pro Tour                           | 1996 | Xi’an           | CHN  | Viertelfinale | Silber        |               |      |
| CHN     | Pro Tour Grand Finals              | 2007 | Peking          | CHN  | Viertelfinale |               |               |      |
| CHN     | Pro Tour Grand Finals              | 2006 | Hong-Kong       | HKG  | Viertelfinale | Gold          |               |      |
| CHN     | Pro Tour Grand Finals              | 2004 | Peking          | CHN  | Halbfinale    | Gold          |               |      |
| CHN     | Pro Tour Grand Finals              | 2003 | Guangzhou       | CHN  | Halbfinale    | Silber        |               |      |
| CHN     | Pro Tour Grand Finals              | 2001 | Hainan          | CHN  | Gold          |               |               |      |
| CHN     | Pro Tour Grand Finals              | 2000 | Kobe City       | JPN  | Silber        | Halbfinale    |               |      |
| CHN     | Pro Tour Grand Finals              | 1999 | Sydney          | AUS  | Viertelfinale | Gold          |               |      |
| CHN     | Pro Tour Grand Finals              | 1998 | Paris           | FRA  | Gold          | Gold          |               |      |
| CHN     | Pro Tour Grand Finals              | 1997 | Hong Kong       | HKG  | Silber        | Gold          |               |      |
| CHN     | Pro Tour Grand Finals              | 1996 | Tian Jin        | CHN  | Viertelfinale | Viertelfinale |               |      |
| CHN     | Weltmeisterschaft                  | 2008 | Guangzhou       | CHN  |               |               |               | 1    |
| CHN     | Weltmeisterschaft                  | 2007 | Zagreb          | HRV  | Viertelfinale | Gold          | Silber        |      |
| CHN     | Weltmeisterschaft                  | 2006 | Bremen          | GER  |               |               |               | 1    |
| CHN     | Weltmeisterschaft                  | 2005 | Shanghai        | CHN  | letzte 32     | Gold          | Viertelfinale |      |
| CHN     | Weltmeisterschaft                  | 2004 | Doha            | QAT  |               |               |               | 1    |
| CHN     | Weltmeisterschaft                  | 2003 | Paris           | FRA  | Gold          | Gold          | Gold          |      |
| CHN     | Weltmeisterschaft                  | 2001 | Osaka           | JPN  | Gold          | Gold          | letzte 32     | 1    |
| CHN     | Weltmeisterschaft                  | 2000 | Kuala Lumpur    | MAS  |               |               |               | 1    |
| CHN     | Weltmeisterschaft                  | 1999 | Eindhoven       | NED  | Gold          | Gold          | Halbfinale    |      |
| CHN     | Weltmeisterschaft                  | 1997 | Manchester      | ENG  | Silber        | Silber        | Halbfinale    | 1    |
| CHN     | Weltmeisterschaft                  | 1995 | Tianjin         | CHN  | Viertelfinale | keine Teiln.  | letzte 16     |      |
| CHN     | World Cup                          | 2007 | Chengdu         | CHN  | Gold          |               |               |      |
| CHN     | World Cup                          | 2004 | Hangzhou        | CHN  | Silber        |               |               |      |
| CHN     | World Cup                          | 2003 | Hong Kong       | HKG  | Gold          |               |               |      |
| CHN     | World Cup                          | 2001 | Wuhu            | CHN  | 13.–16. Platz |               |               |      |
| CHN     | World Cup                          | 2000 | Phnom Penh      | CAM  | Silber        |               |               |      |
| CHN     | World Cup                          | 1998 | Taipeh          | TPE  | Gold          |               |               |      |
| CHN     | World Cup                          | 1997 | Shanghai        | CHN  | Gold          |               |               |      |
| CHN     | WTC-World Team Cup                 | 2007 | Magdeburg       | GER  |               |               |               | 1    |